# Chapelle Sainte-Catherine de Hombourg-Haut
Pour les articles homonymes, voir Chapelle Sainte-Catherine.
La chapelle Sainte-Catherine (XIIIe siècle) se situe dans la commune française de Hombourg-Haut et le département de la Moselle, dans la région historique de Lorraine.
Du plus pur style gothique, elle est classée monument historique dès 1895 (sous autorité allemande) puis à nouveau en 1930 d'après la réglementation française,.

## Histoire
L’édifice a été construit entre 1250 et 1270 par le chevalier Simon de Hombourg, à côté de sa maison, comme chapelle funéraire domestique à un usage privé.
Il est alors situé dans le périmètre de Ritterburg, écart fortifié du château médiéval érigé par Jacques de Lorraine, évêque de Metz. Autour de la chapelle, les bâtiments du Ritterbourg ou château des chevaliers, avec ses tours et son rempart, constituait la partie extrême du grand château médiéval. Son soubassement servait de caveau funéraire.
Dès le XVe siècle, La chapelle Sainte Catherine était devenue le centre du culte des Quatorze Auxiliaires donnant naissance à un pèlerinage orné de quatorze gigantesques statues qui furent érigées le long de la rue Sainte-Catherine qui mène de la collégiale Saint-Étienne à la chapelle.
Plusieurs fois restaurée au cours de son histoire, en 1706, 1897 et 1986, la chapelle est réputée pour sa décoration de qualité.

## Sources
- Vion Vincent, La Chapelle Sainte Catherine et les saints auxiliaires, collection "Monographies hombourgeoises".